# Домб'є (Воловський повіт)
Домб'є (пол. Dąbie) — село в Польщі, у гміні Вінсько Воловського повіту Нижньосілезького воєводства.
Населення — 82 особи (2011).
У 1975-1998 роках село належало до Вроцлавського воєводства.

## Демографія
Демографічна структура станом на 31 березня 2011 року:
|          | Загалом | Допрацездатний вік | Працездатний вік | Постпрацездатний вік |
| -------- | ------- | ------------------ | ---------------- | -------------------- |
| Чоловіки | 44      | 5                  | 31               | 8                    |
| Жінки    | 38      | 4                  | 23               | 11                   |
| Разом    | 82      | 9                  | 54               | 19                   |